# 臧克茂
臧克茂（1932年1月28日—），江苏常州人，坦克电气自动化专家，中国工程院院士，装甲兵工程学院教授。

## 履历[1]
- 1955年，于浙江大学电机系毕业。
- 2007年，当选中国工程院院士。